# Детко Петров
Детко Петров (Протопопинци, Димитровград, 2. јул 1936 — Сарајево, 4. јануар 1990) био је српски и бугарски књижевник.

## Биографија
Гимназију је похађао у Димитровграду, а матурирао у Пироту. На Филозофском факултету у Београду завршио је студије југословенске књижевности 1960. године. Од септембра 1960. до 1976. године ради као средњошколски професор у Санском Мосту. У Сарајево се настањује 1976. и ту остаје све до смрти 1990. године. Прве прозне радове објавио је у Студенту, Видицима и Летопису Матице српске, а потом је сарађивао у сарајевским часописима Лица, Одјек и Живот. Писао је искључиво на српскохрватском језику. Заступљен је у едицији „Савремена књижевност народа и народности БИХ у 50 књига“ избором приповедака „Како је убијен цврчак“, „Свјетлост“, Сарајево 1984/1985. У рукопису су му остала два необјављена романа.

## Дела

### Приповетке
- Граница, Књижевна заједница „Петар Кочић“ Београд, 1972,
- Тихи сутон Забрђа, „Веселин Малеша“, Сарајево, 1974,
- Смешак стрица Радована, „Свјетлост“, Сарајево, 1977,
- Живети исправно, „Веселин Маслеша“, Сарајево, 1982,

### Романи
- Пуцањ у Малом Вакуфу, „Веселин Маслеша“, 1985,
- Крилате душе, „Свјетлост“, Сарајево, 1988,

### Књиге за децу
- Тајне сунцокрета, приче, „Свјетлост“, Сарајево, 1986,
- Дани велике правде, роман, „Свјетлост“, Сатајево, 1990.

### Превод на бугарски
- Јабука поред пута, избор приповедака, Братство, Ниш, 1982,